# Chelostoma foveolatum
Chelostoma foveolatum är en biart som först beskrevs av Morawitz 1868.  Chelostoma foveolatum ingår i släktet blomsovarbin, och familjen buksamlarbin. Inga underarter finns listade i Catalogue of Life.